# کریستین پانوچی
کریستین پانوچی(به ایتالیایی: Christian Panucci) (زاده ۱۲ آوریل ۱۹۷۳ در ساونا) ملی پوش اسبق ایتالیایی است. وی دستیار فابیو کاپلو در تیم ملی روسیه بوده‌است.
از سال ۱۹۹۴ میلادی عضو تیم ملی فوتبال ایتالیا بوده و در ۵۷ بازی ملی حضور داشته‌است. او در بازی‌های ملی‌اش ۴ گل به ثمر رساند. آخرین بازی ملی خود را در سال ۲۰۰۸ میلادی انجام داد.

## افتخارات

### میلان
- سری آ:
  - ۱۹۹۳-۹۴، ۱۹۹۵-۹۶
- سوپر کوپا ایتالیانا:
  - ۱۹۹۳، ۱۹۹۴
- لیگ قهرمانان اروپا:
  - ۱۹۹۳-۹۴
- سوپرجام اروپا:
  - ۱۹۹۴

### رئال مادرید
- لا لیگا:
  - ۱۹۹۶-۹۷
- سوپرکوپا د اسپانیا:
  - ۱۹۹۷
- لیگ قهرمانان اروپا:
  - ۱۹۹۷-۹۸
- جام بین قاره‌ای:
  - ۱۹۹۸

### رم
- کوپا ایتالیا:
  - ۲۰۰۶-۰۷، ۲۰۰۷-۰۸
- سوپر کوپا ایتالیانا:
  - ۲۰۰۷